# Hanaya Yohei
Hanaya Yohei, noto anche con lo pseudonimo di Yoshi (華 屋 与 兵衛 o 花 屋 與 兵衛?; Echizen, 1799 – 1858), è stato un cuoco giapponese generalmente accreditato come l'inventore dell'odierno nigiri sushi (sushi modellato a mano) stile Tokyo (江 戸 前 寿司?, Edomae-zushi) alla fine del periodo giapponese di Edo.
Il sushi a suo tempo era preparato con pesce appena pescato dalla vicina baia di Tokyo. Ciò escludeva molte delle materie prime utilizzate oggi come le uova di salmone (イ ク ラ?, ikura). Anche se Tokyo (と う き ょ う; 東京?) è una città costiera, la sicurezza alimentare era ancora motivo di preoccupazione prima dell'invenzione della refrigerazione. Per evitare il deterioramento, Hanaya cuoceva leggermente o marinava il pesce in salsa di soia o aceto. Per la gente era abbastanza ragionevole evitare la carne grassa della ventresca del tonno perché si sarebbe decomposta molto rapidamente. Hanaya marinava la parte magra della carne rossa in salsa di soia. Quindi serviva il pesce a fette su palline di riso insaporite nell'aceto, che per gli standard di oggi erano decisamente grandi. Il suo sushi era totalmente diverso dallo stereotipo del "pesce crudo" di oggi.
La cucina di Hanaya si approcciava alle abitudini alimentari giapponesi dell'epoca. Nei primi anni, uno chef preparava sushi solo part-time. Poi, lentamente, emersero banchetti di sushi economici (や た い; 屋 台?, yatai). In seguito alla messa al bando del governo di questi chioschi gastronomici discutibili, i ristoranti di sushi (り ょ う て い; 料 亭?, ryōtei) sono diventati mainstream. Oggi, è diventato popolare il sushi su nastro trasportatore (か い て ん ず し; 回 転 寿司?, kaiten-zushi) relativamente economico.